# België op de Olympische Winterspelen 1992
Tijdens de Olympische Winterspelen van 1992 die in Albertville werden gehouden nam België voor de veertiende keer deel.
België werd op de zestiende editie vertegenwoordigd door vier mannen en één vrouw die deel namen bij het shorttracken. Het was de eerste deelname van België bij het shorttracken nadat de sport in 1988 tot de Olympische sporten werd toegevoegd.
De Belgische equipe behaalde deze editie geen medaille op de Winterspelen. België kwam derhalve niet voor in het medailleklassement.
Shorttrackster Bea Pintens was de enige vrouw die voor België aan de Winterspelen deelnam, de elfde vrouw tot nu toe, de kunstrijdsters Géraldine Herbos (1920, 1924), Josy van Leberghe (1928), Yvonne de Ligne (1932, 1936), Liselotte Landbeck (1936), Louise Contamine (1936), Micheline Lannoy (1948), Katrien Pauwels (1984, 1988), alpineskiesters Patricia Du Roy de Blicquy (1964), Michèle Dombard ((1984)) en schaatsster Linda Rombouts (1976) waren haar voorgegaan.

## Deelnemers en resultaten

### Shorttrack
| Olympiër (deelname)                                                               | Discipline           | Resultaat | Prestatie                                                                                               |
| --------------------------------------------------------------------------------- | -------------------- | --------- | --- |
| Geert Blanchart (1)                                                               | 1000m (m)            | 6e        | voorronde 4: 1e in 1.38,66 kwartfinale 4: 2e in 1.34,83 halve finale 2: 4e in 1.33,04 B-finale: 1.36,28 |
| Alain de Ruyter (1)                                                               | 1000m (m)            | 14e       | voorronde 8: 2e in 1.34,18 kwartfinale2: 4e in 1.34,60                                                  |
| Geert Blanchart (1) Alain de Ruyter (1) Geert de Jonghe (1) Franky van Hooren (1) | 5000 m aflossing (m) | 9e        | voorronde 3: 3e in 8.32,51                                                                              |
|                                                                                   |                      |           | |
| Bea Pintens (1)                                                                   | 500 m (v)            | 14e       | voorronde 5: 2e in 48,98 kwartfinale 3: 4e in 48,49                                                     |

Algerije · Amerikaanse Maagdeneilanden · Andorra · Argentinië · Australië · België · Bermuda · Bolivia · Brazilië · Bulgarije · Canada · Chili · China · Chinees Taipei · Costa Rica · Cyprus · Denemarken · Duitsland · Estland · Filipijnen · Finland · Frankrijk · Gezamenlijk team · Griekenland · Groot-Brittannië · Honduras · Hongarije · Ierland · IJsland · India · Italië · Jamaica · Japan · Joegoslavië · Kroatië · Letland · Libanon · Liechtenstein · Litouwen · Luxemburg · Marokko · Mexico · Monaco · Mongolië · Nederland · Nederlandse Antillen · Nieuw-Zeeland · Noord-Korea · Noorwegen · Oostenrijk · Polen · Puerto Rico · Roemenië · San Marino · Senegal · Slovenië · Spanje · Swaziland · Tsjecho-Slowakije · Turkije · Verenigde Staten · Zuid-Korea · Zweden · Zwitserland